# Lament świętokrzyski
Lament świętokrzyski (znany również jako Żale Matki Boskiej pod krzyżem, albo Posłuchajcie Bracia Miła; czasem po prostu Plankt) – średniowieczny plankt, uważany za jedno z największych arcydzieł lirycznych epoki.
Współcześni historycy literaccy podkreślają niezwykłość utworu na tle kultury średniowiecznej, nie tylko ze względu na wybitne walory formalne, ale przede wszystkim na zrezygnowanie z teologicznego przedstawienia Matki Bolejącej na rzecz jej ludzkiego, uczuciowego czy wręcz psychologicznego wymiaru. Przypuszcza się, iż tekst mógł być w przeszłości częścią wielkopiątkowego misterium. Źródłem inspiracji dla autora były prawdopodobnie apokryficzne rozwinięcia ewangelii.

## Tradycja apokryficzna
Utwór stanowi monolog Maryi, matki Jezusa, bolejącej i lamentującej pod krzyżem. Maryja początkowo wzywa otaczających ją ludzi do współczucia, zrozumienia i współuczestnictwa w cierpieniu. Następnie ze słowami pełnymi czułości zwraca się do Syna, chcąc w ostatniej chwili Jego życia zbliżyć się do Niego i ulżyć Mu w męce. Następne strofy monologu wybuchają rozpaczą i buntem Maryi przeciw Aniołowi Gabrielowi, który zwiastował Dziewicy chwałę i radość, nie wspomniał natomiast o ogromie cierpienia, jakie będzie musiała przejść. Utwór kończy przestroga skierowana do wszystkich matek, aby modliły się do Boga o swoich synów.
Podobne sceny, skądinąd popularne w tradycji średniowiecza, nie miały swojej podstawy w kanonie Nowego Testamentu. Spośród wszystkich czterech ewangelistów tylko św. Jan uwzględnia obecność Marii pod krzyżem. Apostoł ogranicza się jednak tylko do zanotowania faktu oraz słów Jezusa: „Niewiasto, oto syn Twój” (J 19, 26); „Oto Matka twoja” (J 19, 27). Jedynie w apokryficznej Ewangelii Nikodema z II czy IV wieku, a właściwie dodatkach do niej, widnieje fragment:

Potem zwróciwszy się do krzyża rzekła: "Nachyl się krzyżu tak, abym mogła objąć i ucałować mego syna (...); Nachyl się krzyżu, bo chcę uściskać syna. Nachyl się krzyżu, abym mogła jako matka połączyć się z synem (...); O biada, biada, czy to jest owa dobra nowina Gabriela? Nuże, opłakujcie wszyscy mą duszę przejętą bólem!

Rozwijający się i uzupełniany o nowe treści kult maryjny w Kościele zachodnim (zwłaszcza od XI wieku w Europie, a w Polsce od XIII wieku) sprzyjał rozbudowaniu motywu compassio o coraz to liczniejsze szczegóły, nie tylko pod względem warstwy zdarzeniowej, ale również, a może przede wszystkim, pod względem wnikania w bolejącą duszę Matki, reprezentującą całe cierpienie rodzaju ludzkiego. Motyw ten służył również praktykowaniu współczucia i miłości wśród wiernych.

## Historia
Tekst Lamentu świętokrzyskiego pochodzi z klasztoru benedyktyńskiego na Łysej Górze. Jego powstanie datuje się na koniec XV wieku. Jedyny odpis utworu, który zachował się do czasów nowożytnych, nieistniejący już, datuje się na rok ok. 1470.
W ujęciu historycznoliterackim Lament świętokrzyski plasuje się na pograniczu kilku gatunków literackich, choć powszechnie utożsamiany bywa z planktem. Niektórzy badacze, skupieni na głęboko emocjonalnej stronie utworu oraz przypuszczalnym autentyzmie przeżyć i życiowego doświadczenia samego autora, skłonni są uznawać go za utwór prekursorski względem renesansowego humanizmu. Istnieje ponadto wiele zbieżności pomiędzy Lamentem a znaną kościelną sekwencją Jacopone’a da Todiego, Stabat Mater Dolorosa (Stała Matka Bolejąca), a także prozą Peregryna z Opola. Wiadomo poza tym, iż śląski dominikanin w swoich kazaniach często rozwijał myśli zawarte w znanych polskich poematach religijnych.

Słyszała, że pragnie, a nie mogła Mu podać wody. Widziała Jego rany, a nie mogła ich opatrzyć. Widziała Jego skrwawione ciało, a nie mogła go obetrzeć. Widziała, że opada Mu głowa, a nie mogła jej podtrzymać i utulić (...) "Módlcie się wszystkie matki, abyście nigdy nie oglądały waszych synów tak umęczonych. Współczujcie mi, nieszczęsnej matce!” (...) „Gdzież radość narodzenia, kiedy przyszedłeś obiecany, a teraz widzę Cię omdlałego.”

Lament świętokrzyski to portret Matki Boskiej, cierpiącej i lamentującej matki. Jest to obraz kobiety, jednej z wielu matek, nie postaci świętej, ale ludzkiej, która nie ma wpływu na losy syna, nie może mu pomóc. Obraz jest przesycony krwią (słowo „krew/ krwawy” pojawia się w utworze 5 razy, z czego 4 razy w 3 pierwszych strofach).
Wiersz ten jest przykładem incipitu – autor nie nadał mu konkretnego tytułu, a za tytuł często służy pierwszy wers wiersza.

## Wpływ i inspiracje
Lament świętokrzyski stał się inspiracją do wielu późniejszych parafraz, z których najbardziej znane są autorstwa Kazimierza Brodzińskiego oraz Felicjana Faleńskiego.